# 1961 chez Disney
Cet article présente la liste des évènements de la Walt Disney Productions ayant eu lieu en 1961.

## Résumé

### Productions audiovisuelles
Disney a négocié et obtenu les droits d'adaptation pour les 23 histoires de Winnie l'ourson. Dès 1961, Walt Disney envisage un long métrage avec Winnie l'ourson mais après avoir sondé la population américaine il s'aperçoit que le personnage est assez peu connu. Walt Disney préfère tester ce classique de la littérature anglaise inconnu des petits américains sous forme de moyen métrage, alors qu'un long métrage était initialement prévu. Le premier moyen métrage Winnie l'ourson et l'Arbre à miel ne sortira qu'en 1966.

## Événements

### Janvier
- 10 janvier 1961, Premier numéro de Zé Carioca édité au Brésil par Editora Abril[3]
- 25 janvier 1961, Première mondiale du film Les 101 Dalmatiens aux États-Unis[4],[5],[6],[7],[8]

### Février
- 17 février 1961, La chaîne KFRE-TV à Fresno affiliée à CBS passe sur le canal 30[9] (future KFSN-TV d'ABC)

### Mars
- 16 mars 1961, Sortie du court métrage The Saga of Windwagon Smith[10]
- 16 mars 1961, Sortie du film Monte là-d'ssus aux États-Unis[11],[12]
- 27 mars 1961, Ouverture du Snow White Grotto à Disneyland[13]

### Avril
- 29 avril 1961, ABC commence la diffusion d'une émission sportive nommée Wide World of Sports[14]

### Juin
- 12 juin 1961, Première mondiale de La Fiancée de papa aux États-Unis[15],[16]
- 21 juin 1961, Sortie des Donald Duck Donald et la Roue et Donald et l'écologie[17]
- 21 juin 1961, Sortie nationale de La Fiancée de papa aux États-Unis[16]

### Juillet
- 12 juillet 1961, Sortie du film Nomades du Nord aux États-Unis[18],[19]
- 17 juillet 1961, Sortie du film Bobby des Greyfriars aux États-Unis[20],[21]

### Août
- 6 août 1961, Ouverture de l'attraction Flying Saucers à Disneyland[22]

### Septembre
- 17 septembre 1961, Fin de l'émission Walt Disney Presents sur ABC[23]
- 24 septembre 1961, Début de l'émission Walt Disney's Wonderful World of Color sur NBC[24]

### Décembre
- 14 décembre 1961, Sortie du film Babes in Toyland[25]